# Jamie-Lee Kriewitz

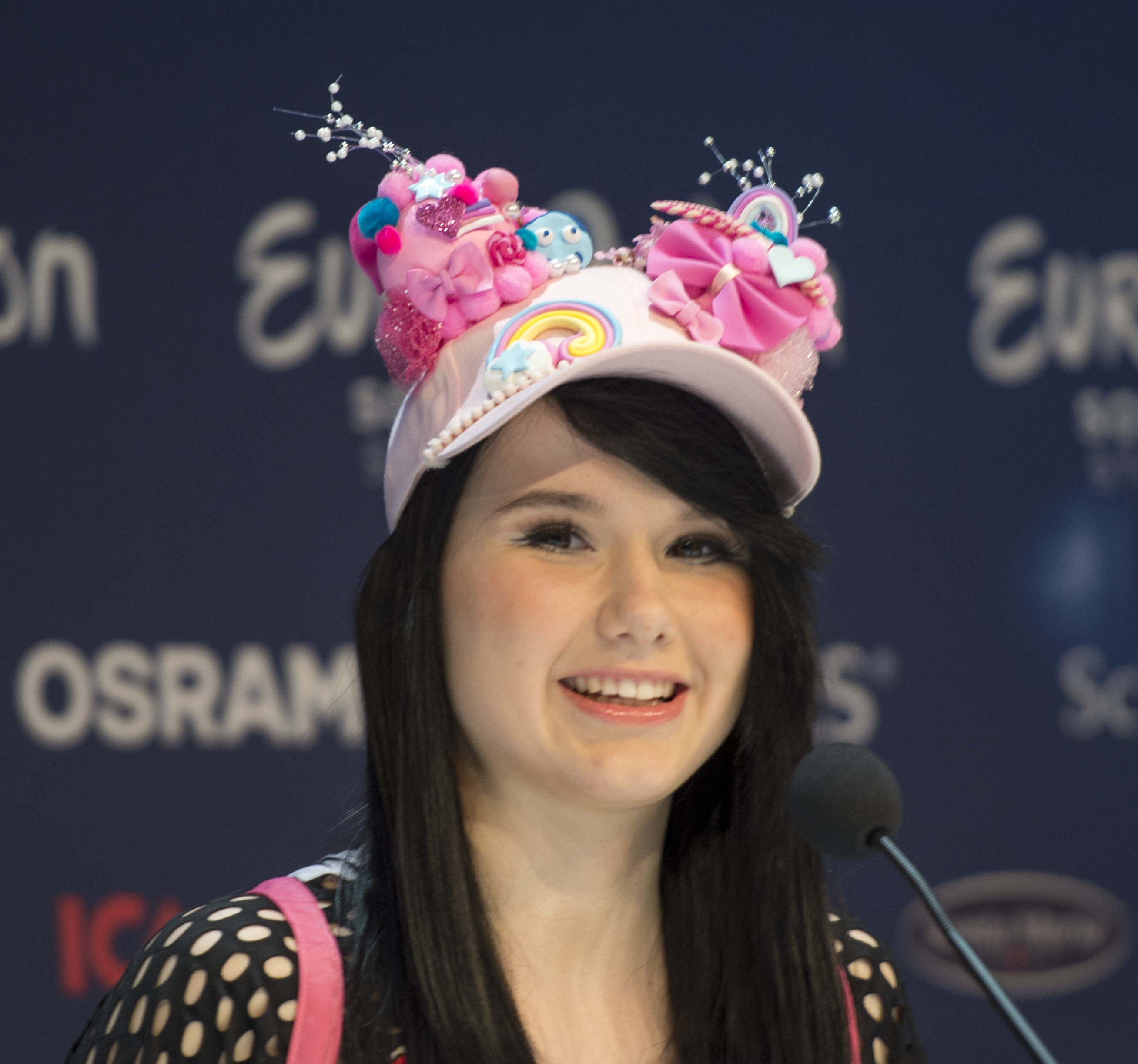
Jamie-Lee beim Eurovision Song Contest 2016

Jamie-Lee Marie Kriewitz (* 18. März 1998 in Gehrden) ist eine deutsche Popsängerin, die 2015 als Siegerin der fünften Staffel der Castingshow The Voice of Germany bekannt wurde. 2016 vertrat sie Deutschland beim Eurovision Song Contest in Stockholm. Sie ist auch die Interpretin der deutschen Version des Titellieds der Super-RTL-Serie Spirit: wild und frei. Von 2016 bis 2024 trat sie als Jamie-Lee auf; seit April 2024 nutzt sie den Bühnennamen MaLee.

## Persönliches
Jamie-Lee Kriewitz wurde 1998 in Gehrden bei Hannover geboren und wuchs in Bennigsen, einem Stadtteil der niedersächsischen Stadt Springe, auf. Sie besuchte die Eugen-Reintjes-Schule in Hameln im Bildungsgang Fachoberschule Gestaltung. Ihr Vater ist Schlagzeuger, sie selbst trat mit elf Jahren dem Gospelchor Joyful Noise bei und nahm auch Klavierunterricht. Jamie-Lee hat einen älteren Bruder.
Auffällig an Jamie-Lee ist ihr Kleidungsstil, der an Manga bzw. Anime erinnert. In jeder Show von The Voice of Germany trat sie in einer anderen bunten Kleidung und Kopfbedeckung im japanischen Decora-Kei („Dekorations-Stil“) auf. Sie interessiert sich für K-Pop und Südkorea und lebt seit 2013 vegan. Seit Oktober 2016 ist sie mit dem Musiker Fabian Riaz liiert. Anfang Oktober 2018 gab das Paar seine Verlobung bekannt. Sie leben seit 2017 in Magdeburg.
Jamie-Lee Kriewitz bezeichnet sich als nonbinär.

## The Voice of Germany
2015 nahm sie mit 17 Jahren als Schülerin an der fünften Staffel von The Voice of Germany teil. Mit ihrer Interpretation des Filmhits The Hanging Tree überzeugte sie in den Blind Auditions alle vier Coaches und schloss sich dem Team von Michi und Smudo an. In den folgenden Runden wurde sie jeweils direkt von ihren Coaches weitergewählt, und im Halbfinale war sie eine der vier Kandidaten, die das Publikumsvoting gewannen. Im Finale trat sie mit der englischen Sängerin Jess Glynne sowie mit ihrem eigenen Song Ghost auf. Sie siegte mit 38 % der Zuschauerstimmen und einem Vorsprung von mehr als 15 % vor dem Zweitplatzierten Ayke Witt und war die erste Siegerin, die noch nicht volljährig war.
| Phase (Datum)                      | Lied                 | Originalinterpret      |
| ---------------------------------- | -------------------- | ---------------------- |
| Blind Auditions (15. Oktober 2015) | The Hanging Tree     | Jennifer Lawrence      |
| Battle (20. November 2015)         | Royals               | Lorde                  |
| Knockouts (26. November 2015)      | Berlin               | Ry X                   |
| 1. Liveshow (3. Dezember 2015)     | Lights Will Guide Me | Fahrenhaidt            |
| Halbfinale (10. Dezember 2015)     | Warriors             | Imagine Dragons        |
| Halbfinale (10. Dezember 2015)     | Name drauf           | Die Fantastischen Vier |
| Finale (17. Dezember 2015)         | Take Me Home         | Jess Glynne            |
| Finale (17. Dezember 2015)         | Ghost                | Jamie-Lee Kriewitz     |

Der eigene Showsong Ghost war bereits in der Woche vor dem Finale veröffentlicht worden und erreichte als erfolgreichster Song der vier Finalisten Platz 59 der deutschen Charts. Eine Woche nach dem Finalsieg stieg er auf Platz 11 der deutschen Singlecharts. Das offizielle Musikvideo zu Ghost erreichte fast elf Millionen Aufrufe auf YouTube (Stand: Mai 2024).

## Eurovision Song Contest
Im Februar 2016 nahm sie an der deutschen Vorentscheidung Unser Lied für Stockholm teil. Mit ihrem Song Ghost – produziert von DJ Thomilla – gewann sie mit 44,5 % der Stimmen die Show und qualifizierte sich damit, Deutschland 2016 beim Eurovision Song Contest in Stockholm zu vertreten. Im Mai erhielt sie im Finale des ESC einen Punkt im Jury-Voting und zehn Punkte im Televoting und belegte damit den letzten Platz.
Im März war sie Gastkünstlerin im Halbfinale der vierten Staffel von The Voice Kids. Sie trat im April bei der Echoverleihung 2016 und bei Schlag den Star auf. Ebenfalls im April erschien der Song Berlin. Es ist der zweite Song ihres gleichnamigen Debütalbums, das Ende des Monats veröffentlicht wurde. Das Album platzierte sich in den Top 20 der deutschen Albumcharts. Anfang Mai war sie in Begleitung von Bürger Lars Dietrich zu Gast auf der DoKomi.

## Weitere Karriere
Im Juni 2016 war sie Jurymitglied bei der KWF-Audition in Berlin, Deutschlands Vorentscheidung für den Vertreter beim K-Pop World Festival 2016. Sie gewann den Napster-Fan-Preis 2016 als „Beste Einzelkünstlerin“. Im Sommer 2016 trat sie unter anderem beim Halberg Open Air in Saarbrücken, beim Maschseefest in Hannover sowie beim MDR Harz Open Air in Wernigerode auf. Für Oktober 2016 war in acht Städten eine Tournee zu ihrem Album geplant, sie wurde jedoch aus schulischen Gründen verschoben.
Während einer Reise nach Seoul in Südkorea nahm sie das Musikvideo zu ihrer dritten Single Wild One auf, das im September 2016 veröffentlicht wurde. Im September modelte sie für die Foto-Ausstellung Alive des Designers Franz-Josef Baur. Die Fotos wurden im Januar 2017 veröffentlicht. Ab Oktober 2016 nahm sie an einer Musikschule in Hannover Gesangsunterricht. Für das Albumprojekt Giraffenaffen 5 zugunsten von Die Arche – Christliches Kinder- und Jugendwerk nahm Jamie-Lee das Wolfslied aus dem Astrid-Lindgren-Roman Ronja Räubertochter neu auf.
Anfang 2017 nahm sie in Portugal an der Seite von Fargo Jetzt erst recht auf, den Auftaktsong zum Song-Contest Dein Song für eine Welt. Ebenfalls im Januar 2017 wirkte sie in einem Werbespot für Num Noms, einem Kosmetikprodukt für Kinder, mit, der im März 2017 veröffentlicht wurde. Im Februar war sie Jurorin beim Song-Contest der Jewrovision. In dem im März 2017 erschienenen Spielfilm Los Veganeros 2 hatte sie einen Gastauftritt. Bei der Echoverleihung 2017 war ihr Debütalbum Berlin in der Kategorie „Künstlerin Pop national“ nominiert. Ebenfalls im April 2017 fand die Tournee zu ihrem Album in sieben Städten statt.
Nachdem sie bereits seit Juni 2017 an der Toggo-Tour des Senders Super RTL teilgenommen hatte, sang sie danach Wild und frei, den deutschen Titelsong der Serie Spirit: wild und frei, die ab September 2017 von Super RTL ausgestrahlt wurde. Ihre Interpretation erreichte mit über 14 Millionen Aufrufen auf YouTube mehr als das englische Original. Ebenfalls für Super RTL nahm sie das Weihnachtslied Coming Home for Christmas neu auf, ihre Version wurde im Dezember 2017 veröffentlicht. Im selben Jahr war sie zu Gast bei der vierten Staffel von Disney Magic Moments, die im November und Dezember 2017 vom Disney Channel ausgestrahlt wurde.
Auch im Sommer 2018 begleitete Jamie-Lee die Toggo-Tour. Zusammen mit Fabian Riaz hatte sie einen Auftritt in dem Musikvideo zu dem Lied Kiss Me von Rea Garvey, das im September 2018 veröffentlicht wurde. Ebenfalls 2018 war sie Teil des Podcasts der achten Staffel von The Voice of Germany, an der auch Riaz als Kandidat teilgenommen hat. Seit September 2018 tritt sie jährlich (ausgenommen 2020 und 2021) auf den von Riaz organisierten Riaz and Friends-Konzerten in Schöningen auf. Im April 2019 war Jamie-Lee Supporting Act beim ersten Auftritt der K-Pop-Gruppe M.O.N.T. in Deutschland.
Ab Anfang 2019 arbeitete sie mit dem Produzenten Tobias Röger zusammen. Im November 2019 wurde ihre Single Flying veröffentlicht, die nach einem Monat über 700.000 Aufrufe bei Spotify hatte. Dabei handelt es sich sowohl um ihren ersten deutschsprachigen eigenen Song als auch um das erste Stück, das sie selbst geschrieben hat.
Im Februar 2020 folgte die Veröffentlichung der Single Auch wenn es gelogen ist. Im April kam es zu einer erneuten Zusammenarbeit mit Die Arche, als sie zusammen mit anderen Teilnehmern von The Voice of Germany, The Voice Kids und The Voice Senior das Lied Niemals alleine aufnahm, um der Bevölkerung im Rahmen der Covid-19-Pandemie Zuversicht zu geben. Ebenfalls im April wurde ihre Single Heartbeat Distance veröffentlicht, von der im September eine zweite Version erschien, und im Februar 2021 folgte die Single Seoul. Zeitgleich veröffentlichte sie eine gleichnamige EP, auf der diese fünf eigenen Stücke enthalten sind.
Im Januar 2022 erschien in Kooperation mit dem Remixer Nerds at Raves und dem Produzenten Marc Korn die Single Abcdefu. Dabei handelt es sich um eine Coverversion des gleichnamigen Hits von Gayle. Gleichzeitig ist es die erste englischsprachige Produktion seit 2017, an der Jamie-Lee als Sängerin beteiligt war. Als zweite Kollaboration mit Nerds at Raves folgte Anfang April 2022 die Veröffentlichung der Single Infinity, eine Coverversion des gleichnamigen Liedes von Jaymes Young. Mit der Single Oh oh erschien Ende Mai 2022 wieder ein eigener Song. Im Juli desselben Jahres wurde als dritte Kollaboration eine Coverversion von Kate Bushs Running Up That Hill veröffentlicht. Insgesamt erreichten Jamie-Lees Songs im Jahr 2022 auf Spotify fast eine Million Aufrufe in über 150 Ländern. Im August 2022 trat sie bei einem Eurovision Live Concert in Setúbal in Portugal, Anfang Dezember bei den Designer Outlets Wolfsburg sowie Ende Dezember in 28 Shows des Weihnachtscircus Hannover auf.
Im Juni 2023 sang Jamie-Lee im Duett mit André Fischer, der 2016 Dein Song für eine Welt gewonnen hatte, das gemeinsame Lied Reset ein, von dem Anfang Juli eine Akustikversion erschien. Anfang August erschien in Kollaboration mit Nerds at Raves und den Bodybangers die Single Barbie Girl, eine Coverversion des gleichnamigen Hits von Aqua.
Ende April 2024 gab sie in einem Video bekannt, sich von ihrer Vergangenheit als The-Voice-Siegerin und ESC-Teilnehmerin lösen zu wollen und fortan unter dem Künstlernamen MaLee aufzutreten, einer Kombination ihres Zweit- und Drittnamens. Anfang Juni war sie erneut Jurorin bei der KWF-Audition in Berlin. Für die ab November auf RTL+ und Toggo ausgestrahlte Serie Uferpark – Gute Zeiten, wilde Zeiten sang sie das Titellied Nicht müde ein. Während der 14. Staffel von the Voice of Germany gehörte sie zu den 99 ehemaligen Kandidaten, welche in den Teamfights als Gastjuroren abstimmten.

## Diskografie

### Studioalben
| Jahr | Titel  | Höchstplatzierung, Gesamtwochen, AuszeichnungChartsChartplatzierungen (Jahr, Titel, Platzierungen, Wochen, Auszeichnungen, Anmerkungen) | Anmerkungen                          |
| Jahr | Titel  | DE | Anmerkungen                          |
| ---- | ------ | --- | ------------------------------------ |
| 2016 | Berlin | DE18 (5 Wo.)DE | Erstveröffentlichung: 29. April 2016 |

### EPs
- 2021: Seoul

### Singles
| Jahr | Titel Album  | Höchstplatzierung, Gesamtwochen, AuszeichnungChartplatzierungen (Jahr, Titel, Album, Platzierungen, Wochen, Auszeichnungen, Anmerkungen) | Höchstplatzierung, Gesamtwochen, AuszeichnungChartplatzierungen (Jahr, Titel, Album, Platzierungen, Wochen, Auszeichnungen, Anmerkungen) | Höchstplatzierung, Gesamtwochen, AuszeichnungChartplatzierungen (Jahr, Titel, Album, Platzierungen, Wochen, Auszeichnungen, Anmerkungen) | Anmerkungen                            |
| Jahr | Titel Album  | DE | AT | CH | Anmerkungen                            |
| ---- | ------------ | --- | --- | --- | -------------------------------------- |
| 2015 | Ghost Berlin | DE11 (19 Wo.)DE | AT65 (1 Wo.)AT | CH26 (1 Wo.)CH | Erstveröffentlichung: 2. Dezember 2015 |

Weitere Veröffentlichungen
- 2016: Berlin
- 2016: Wild One
- 2016: Wolfslied
- 2017: Jetzt erst recht (im Duett mit Fargo)
- 2017: Wild und frei
- 2017: Coming Home for Christmas (Original: Banaroo)
- 2019: Flying
- 2020: Auch wenn es gelogen ist
- 2020: Heartbeat Distance
- 2021: Seoul
- 2022: Oh oh
- 2023: Reset (André Fischer feat. Jamie-Lee)
- 2024: Nicht müde

### Gastbeiträge
- 2017: Not Afraid (Sketcher25 feat. Jamie-Lee)
- 2020: Niemals alleine (The Voice Generations)
- 2022: Abcdefu (Nerds at Raves & Marc Korn & Just Mike feat. Jamie-Lee)
- 2022: Infinity (Nerds at Raves & Marc Kiss & Just Mike feat. Jamie-Lee)
- 2022: Running Up That Hill (A Deal with God) (Charming Horses & Alivo feat. Jamie-Lee)
- 2023: Barbie Girl (Bodybangers & Nerds at Raves & Jamie-Lee)